# جک گرگوری (بازیکن فوتبال، زاده ۱۹۲۵)
جک گرگوری (انگلیسی: Jack Gregory; ۲۵ ژانویهٔ ۱۹۲۵ – مارس ۲۰۰۸ (aged 83)) بازیکن فوتبال اهل بریتانیا بود.
از باشگاه‌هایی که در آن بازی کرده‌است می‌توان به باشگاه فوتبال لیتون اورینت، باشگاه فوتبال اشفورد یونایتد، باشگاه فوتبال ساوت‌همپتون، و باشگاه فوتبال ای‌اف‌سی بورنموث اشاره کرد.